# 紺屋町 (北九州市)
紺屋町（こんやまち）は福岡県北九州市小倉北区の地名。郵便番号は802-0081。

## 地理
北九州市都心部のオフィス街及び歓楽街である。北は小文字通り、西は平和通りに面し、地区の中央を浅香通りが南北に貫く。大通り沿いはオフィスビルや銀行、ビジネスホテル等が立地し、内側の路地沿いは歓楽街になっており、飲食店や、スナック等が多数入居するビルが建ち並ぶ。
堺町とは小文字通りを挟んで隣接し、小文字通り沿道は堺町側と合わせオフィス街の景観を形成している。平和通りを挟んだ西側には「北九州の台所」と呼ばれる旦過市場がある。

## 歴史

### 地名の由来
小倉城城下の町名に由来し、職業別集住制により染物商（紺屋）が多く住んだ地域を指している。魚町や米町なども城下町の町名に由来する。

## 交通
地区内に鉄道駅はないが、隣接する魚町に北九州モノレールの旦過駅がある。また、西鉄バス北九州の「紺屋町」バス停留所がある。

## 施設
- 毎日新聞西部本社
- RKB毎日放送北九州支社
- 損保ジャパン北九州支社
- 明治安田生命保険北九州支社
- USEN北九州支店
- リズム食品本社
- 北九州商工会議所
- ホテルクラウンヒルズ小倉
- 北九州第一ホテル
- 日建学院北九州校

### 金融機関
- 日本銀行北九州支店
- 広島銀行北九州支店
- 伊予銀行北九州支店

## 治安
紺屋町は、福岡県暴力団排除条例に基づき、暴力団排除特別強化地域に指定されており、暴力団と飲食店等との間でみかじめ料のやりとり、便宜供与などが禁止されている（双方に罰則が有り）。また、地域内に営業所を置く特定接客業者は、所定の標章を掲示することで暴力団員の立入りを禁止することができる。